# 台湾裂盘吸虫
台湾裂盘吸虫（学名：Schizamphistomum taiwanense）为重盘科裂盘属的动物。分布于台湾等地，营寄生生活，宿主海龟，寄生于肠。该物种的模式产地在台湾。